# Hanne Hegh
Hanne Hegh, née le 27 avril 1960 à Oslo, est une ancienne handballeuse norvégienne.

## Biographie
Capitaine de la première équipe norvégienne à obtenir une médaille dans une compétition internationale féminin de handball, elle a obtenu une médaille de bronze aux mondiaux de 1986 puis une médaille d'argent lors des Jeux olympiques de 1988 à Séoul.
En club, elle a principalement évolué pour le Gjerpen Håndball.
Par la suite, elle a notamment été consultante pour l'Équipe de Norvège masculine de handball de 1997 à 2010.
Elle est la mère de la handballeuse internationale Emilie Hegh Arntzen.

## Palmarès

### Sélection nationale
Jeux olympiques
- Médaille d'argent aux Jeux olympiques de 1988 à Séoul

Championnats du monde
- 3e au Championnat du monde 1986

### En club
Compétitions nationales
- Championnat de Norvège
  - vainqueur (3) : 1984, 1985 et 1991
  - deuxième (3) : 1988, 1992 et 1993
- Coupe de Norvège
  - vainqueur (4) : 1986, 1987, 1991, 1993

### Distinction personnelle
- meilleure buteuse du Championnat de Norvège en 1986-87 avec 178 buts.